# غاري بلايني
غاري بلايني هو لاعب هوكي الجليد كندي، ولد في 19 أبريل 1933 في St. Boniface, Winnipeg ‏ في كندا، وتوفي في 19 ديسمبر 1998.

## وصلات خارجية
- غاري بلايني على موقع دوري الهوكي الوطني (الإنجليزية)
- غاري بلايني على موقع قاعة مشاهير الهوكي (لاعب أن.إتش.أل) (الإنجليزية)
- غاري بلايني على موقع EliteProspects.com (الإنجليزية)
- غاري بلايني على موقع HockeyDB.com (الإنجليزية)
- غاري بلايني على موقع Hockey-Reference.com (الإنجليزية)